# CBS Building
Das CBS Building, offiziell 51W52, auch Black Rock, ist ein Wolkenkratzer in Manhattan in New York City, Vereinigte Staaten. Das Bürohochhaus wurde als Hauptsitz des Medienunternehmens CBS erbaut, zählt zu den bedeutendsten Wolkenkratzern der Stadt in der Nachkriegszeit und steht unter Denkmalschutz.

## Beschreibung
Der Büroturm steht auf der Ostseite der Avenue of the Americas (Sixth Avenue) zwischen der West 52nd und West 53rd Street in Midtown Manhattan. Benachbarte Wolkenkratzer sind der 1301 Avenue of the Americas und das Hotel New York Hilton Midtown jenseits der Sixth Avenue sowie der nördlich gegenüberstehende 320 m hohe Wohnwolkenkratzer 53W53. Zwei Blocks südlich befindet sich das Rockefeller Center.
Das CBS Building wurde vom Architekten Eero Saarinen entworfen und bis 1965 erbaut. Das Gebäude ist 149,7 Meter (491 Fuß) hoch und hat 38 Etagen. Mit einem innovativen strukturellen System aus Stahlbeton war es zum Zeitpunkt seiner Fertigstellung das höchste Betonrahmengebäude der Welt. Die Fassade besteht aus vertikalen V-förmigen Betonpfeilern, die mit dunkelgrauen Granitplatten verkleidet sind und damit dem Gebäude den Nicknamen Black Rock gaben. Die Pfeiler verlaufen durchgehend ohne Absätze vom Erdboden bis zur Gebäudespitze. Die 1,5 Meter breiten Pfeiler sind mit einem Abstand von drei Metern angeordnet, sodass die dazwischen liegenden Fenster ebenfalls 1,5 Meter breit sind. Die Form der Pfeiler verdeckt bei seitlicher Ansicht die graugetönten Fenster und lassen die Fassade als eine einzige graue Granitplatte erscheinen.
Die beiden Haupteingänge befinden sich in der West 52nd und West 53rd Street. Das Gebäude ist von einer rund einen Meter unter dem Straßenniveau liegenden, über Treppen erreichbaren Freifläche umgeben. Zwischen dem 51W52 und dem benachbarten östlichen Gebäude 31W52 liegt der schmale öffentliche Platz „Urban Plaza“ mit Sitzgelegenheiten und Bepflanzung.

## Geschichte
Das Medienunternehmen CBS erwarb 1960/61 an der Sixth Avenue mehrere Grundstücke mit insgesamt 4500 m² für die Errichtung ihres neuen Hauptquartiers. Nach dem plötzlichen Tod des Architekten Saarinen im September 1961 führten seine Mitarbeiter seine Arbeit fort und die Bauarbeiten begannen Ende 1961. Noch vor der im Juli 1965 erfolgten Fertigstellung des Turms bezogen bereits Ende 1964 die ersten Mitarbeiter ihre Büros.
2021 verkaufte CBS das Gebäude für 760 Millionen US-Dollar an das Immobilienunternehmen Harbor Group International (HGI). HGI veranlasste 2023/24 eine umfangreiche Renovierung und Modernisierung der Innenräume. Die Modernisierung beinhaltete unter anderem die Lobby, neue Aufzüge, eine neue Mieterlounge, Fitnesscenter und die Etablierung eines neuen Cafés. Zu den Mietern zählen neben CBS die Kanzleien Orrick, Herrington & Sutcliffe und Wachtell, Lipton, Rosen & Katz, sowie die Investmentgesellschaft Charles Schwab Corporation (Stand 2025).
Die New York City Landmarks Preservation Commission erklärte am 21. Oktober 1997 das CBS Building zum Wahrzeichen der Stadt.
Die nächstgelegene U-Bahn-Station der New York City Subway ist die Station 5 Avenue/53 Street an der Fifth Avenue, hier verkehren die Linien .

## Galerie

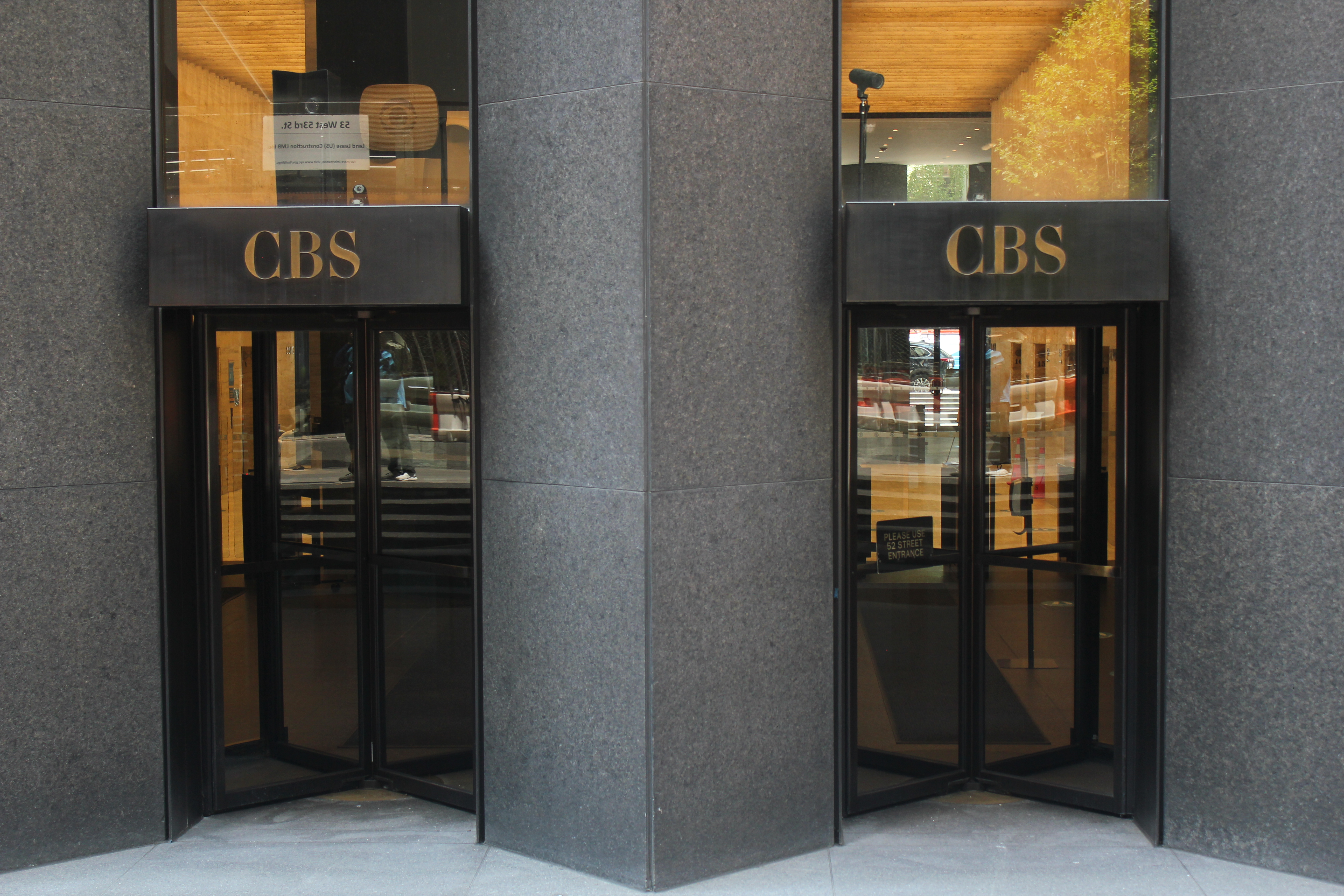
V-förmige Säulen und CBS-Eingang.
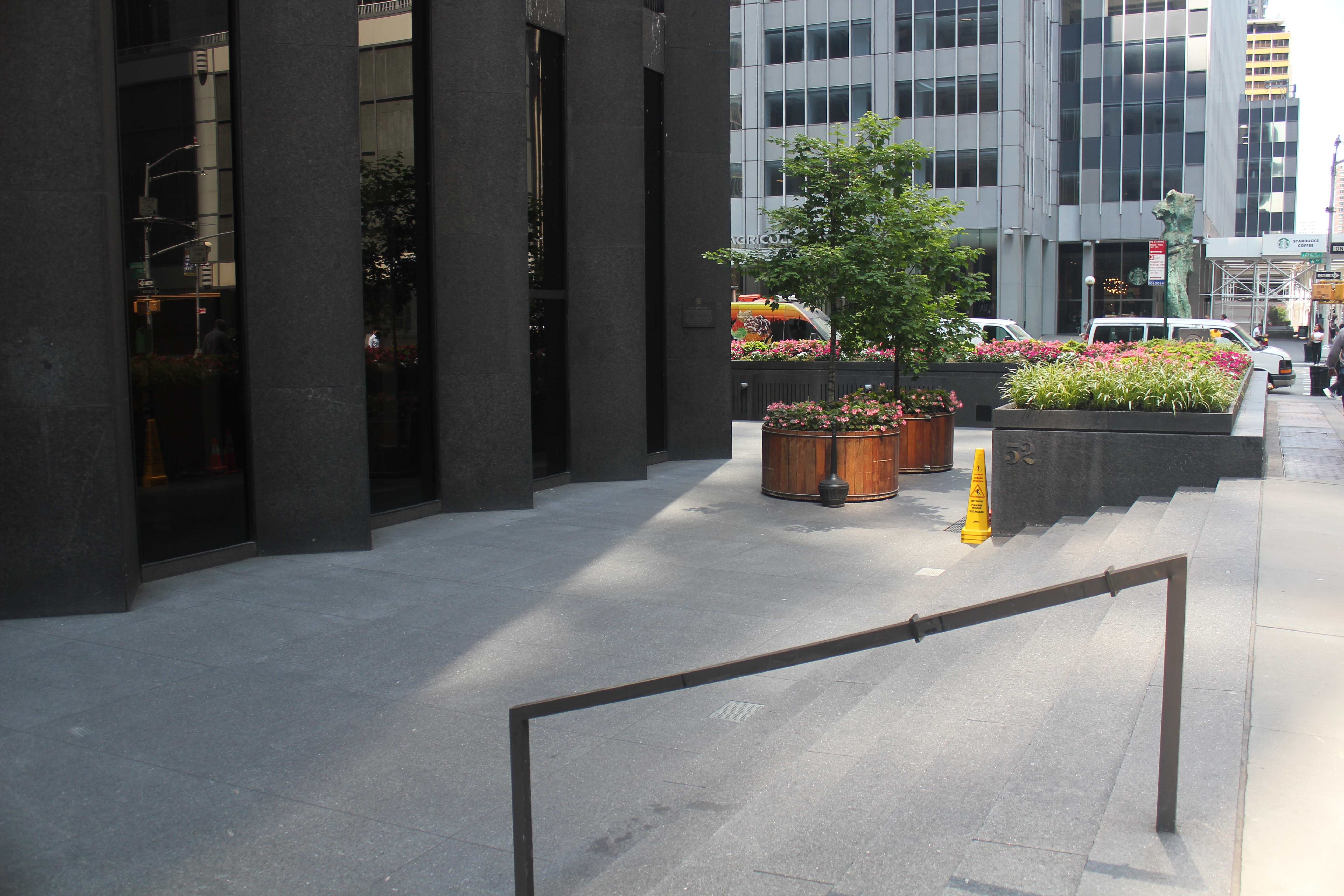
Die unter dem Straßenniveau liegende Freifläche.
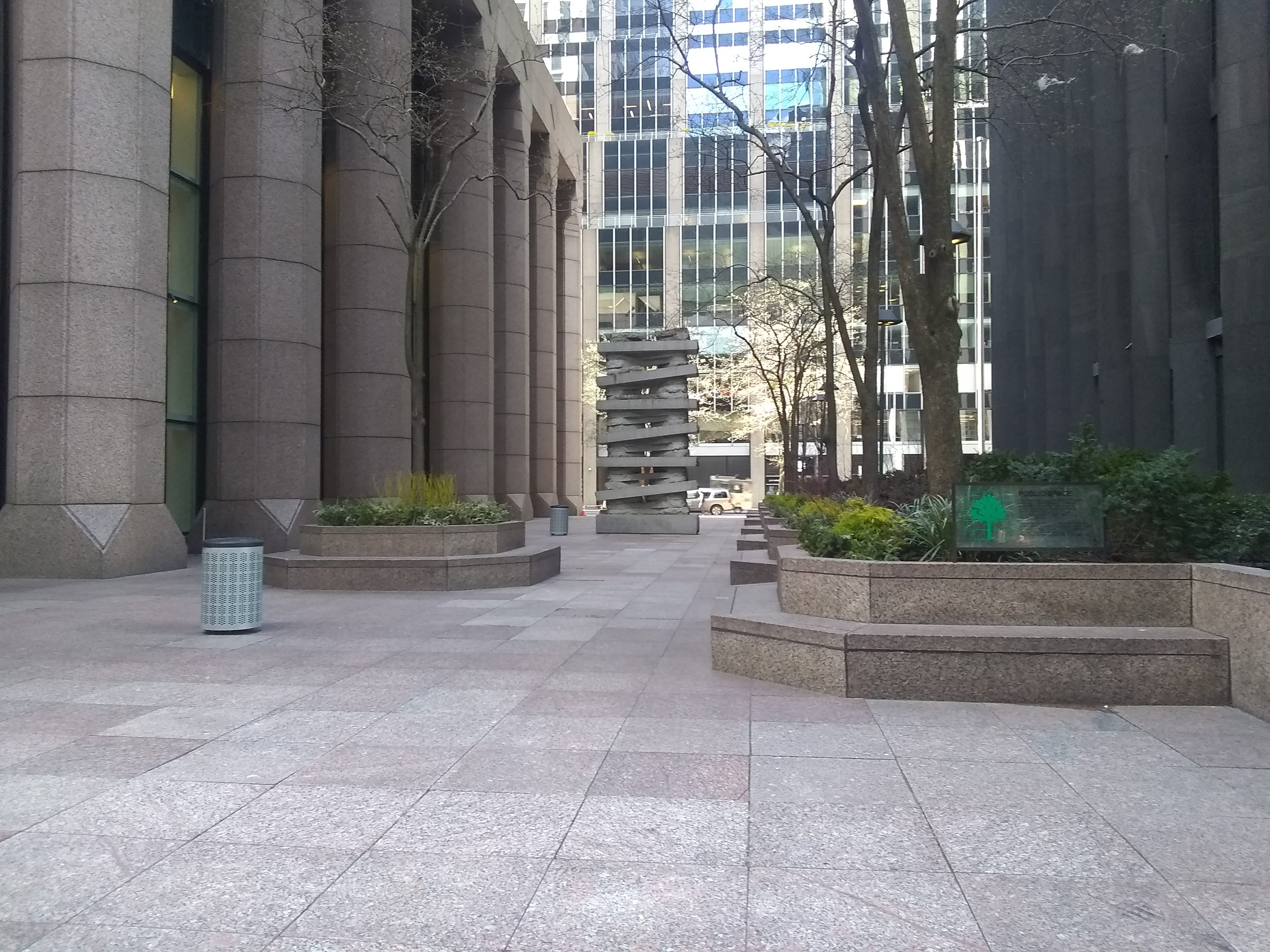
„Urban Plaza“ an der Ostseite.
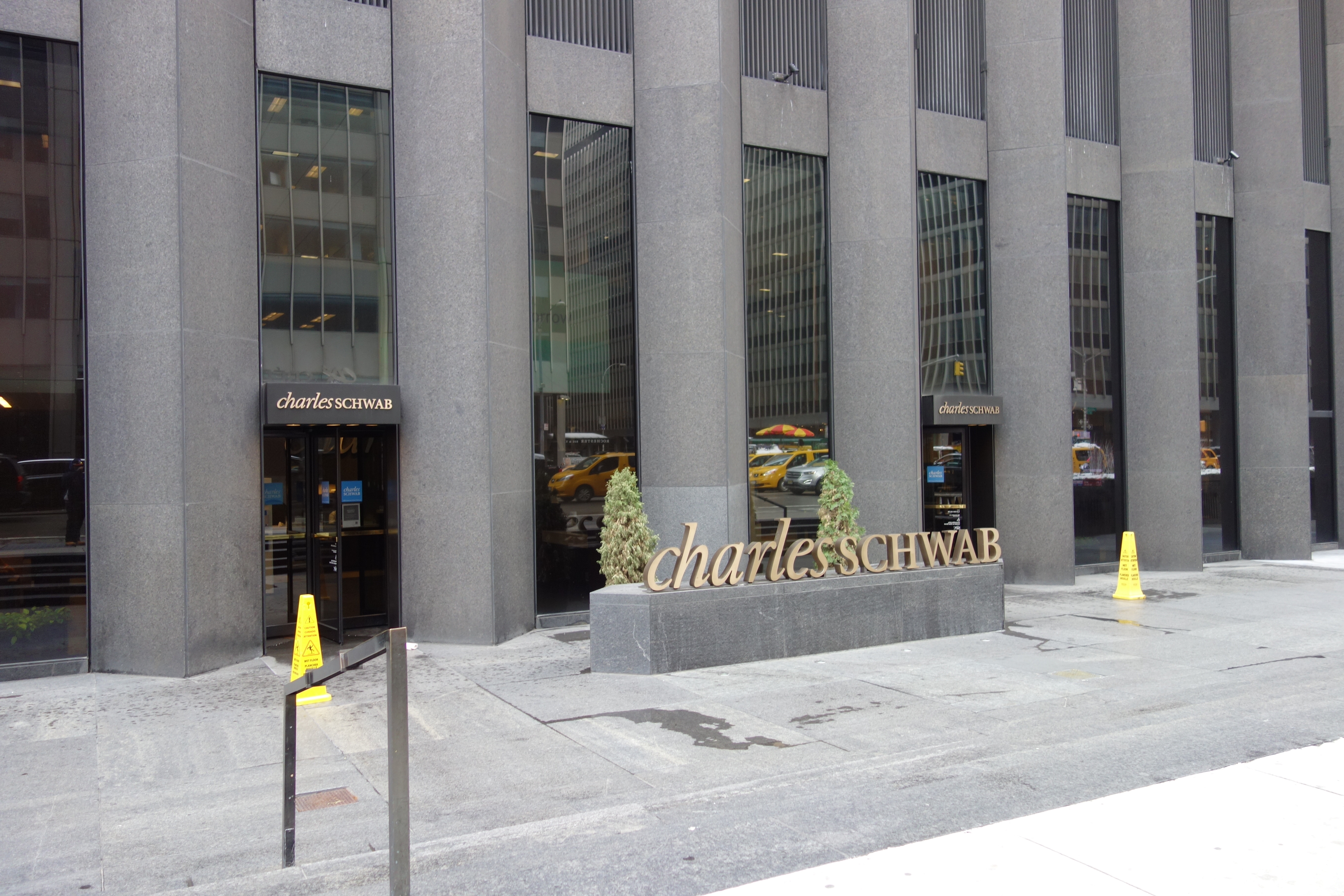
Eingangsbereich der Charles Schwab Corporation.
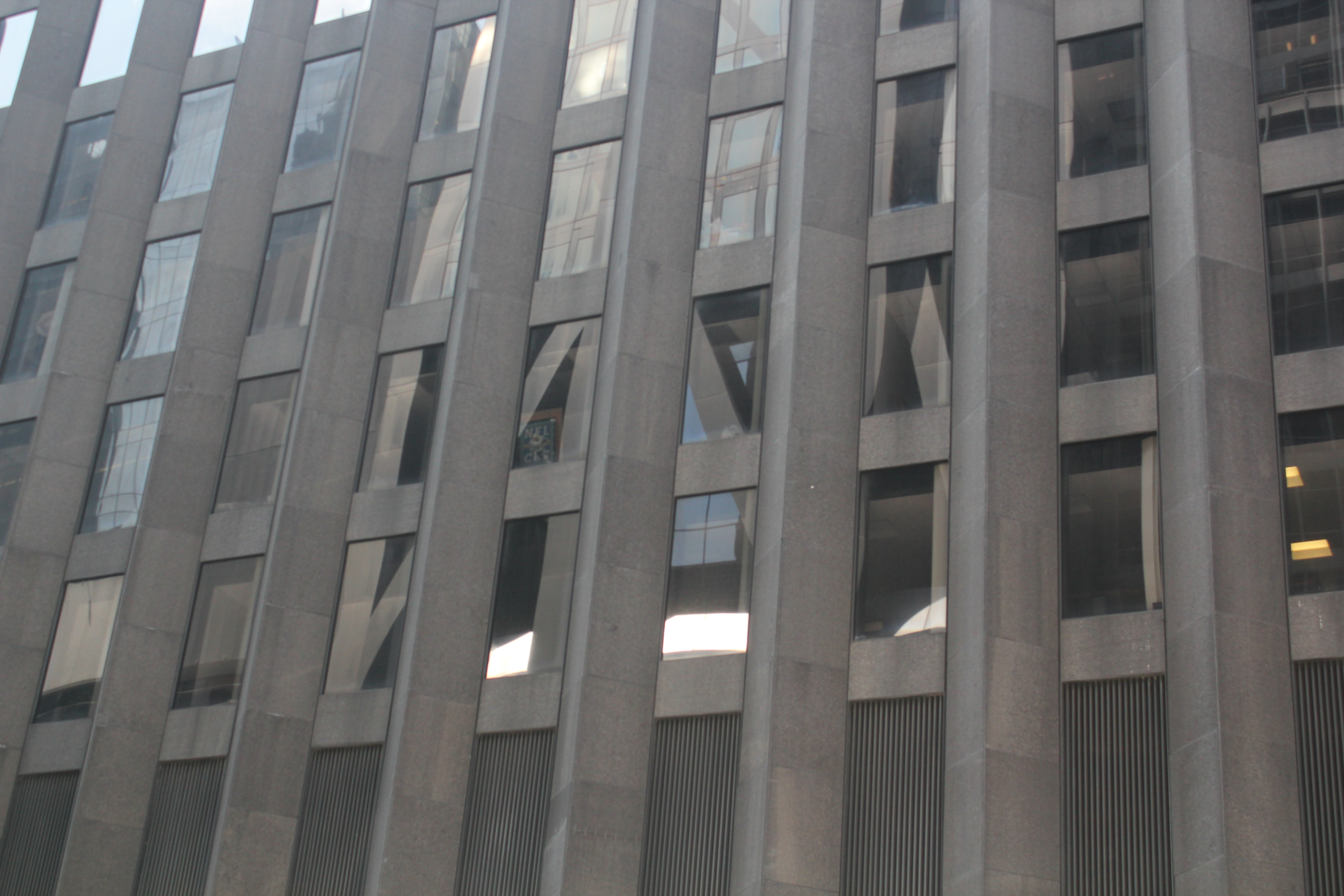
Blick auf die Fassade.